# 赵符桐
赵符桐（？—？），清朝政治人物。

## 生平
赵符桐曾于咸丰十一年接替范孟兰任龙岩州知州一职，同治元年由卢烑接任。